# Ahmetçe, Tekirdağ
Ahmetçe là một xã thuộc thành phố Tekirdağ, tỉnh Tekirdağ, Thổ Nhĩ Kỳ. Dân số thời điểm năm 2011 là 83 người.